# Francisco Javier Iglesias García
Francisco Javier Iglesias García (Peñaranda de Bracamonte, Salamanca, 26 de abril de 1969) es desde 2011 el presidente de la Diputación Provincial de Salamanca.

## Trayectoria política
En 1995 fue elegido alcalde de Ciudad Rodrigo, cargo que ejerció hasta las elecciones municipales de mayo de 2015, en las cuales fue elegido concejal de Beleña.

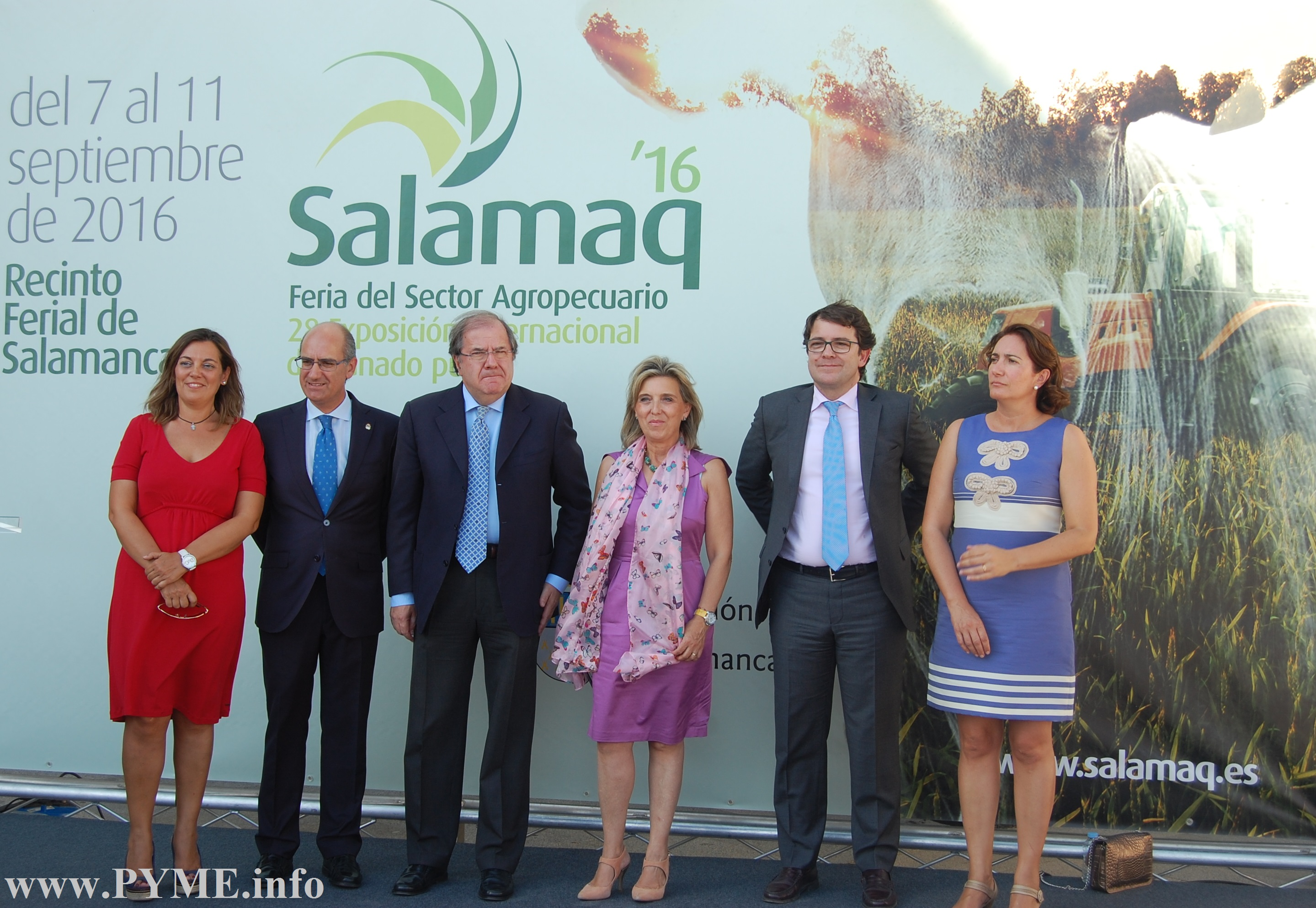
Francisco Javier Iglesias García, el segundo por la izquierda, junto al entonces presidente de la Junta de Castilla y León, Juan Vicente Herrera, y el alcalde de Salamanca, Alfonso Fernández Mañueco, entro otros, en la inauguración de la feria agropecuaria Salamaq 2016

Ya como alcalde de Ciudad Rodrigo, fue elegido en 1996 diputado en el Congreso de los Diputados, cargo que ostentó hasta 1999, al ser elegido procurador autonómico en las Cortes de Castilla y León, cargo que ostentó durante un año, para volver a ser diputado entre 2000 y 2004.
En las elecciones generales de 2004 fue elegido senador por Salamanca, cargo que ejerció hasta 2008, compatibilizándolo desde 2007 con el de procurador autonómico, así como con el de alcalde de Ciudad Rodrigo que ostentaba desde 1995.
Tras las elecciones municipales de 2011 fue nombrado presidente de la Diputación de Salamanca, cargo que renovó tras las elecciones de 2015 y que sigue ostentando en la actualidad.
En las elecciones generales de 2015 y de 2016 fue designado senador por la provincia de Salamanca.